# 中島京子
中島京子（1964年3月23日—）是一位日本作家，父母皆是大學教授，1986年，從東京女子大學畢業，曾在早稻田國際日本語學院及出版公司工作。 2003年，小說處女作《FUTON》，入圍第25屆野間文藝新人獎。2006年，憑《伊藤的愛》入圍第27屆吉川英治文學新人獎，其後兩年都再次入圍吉川英治文學新人獎。 2010年，憑《東京小屋》赢得第143次直木獎，之後獲得泉鏡花文學獎及柴田鍊三郎獎等。